# Schizoculina africana
Schizoculina africana là một loài san hô trong họ Oculinidae. Loài này được Thiel mô tả khoa học năm 1928.